# Per qualche dollaro in meno
Pour plus de détails, voir Fiche technique et Distribution.
Per qualche dollaro in meno est un film italien réalisé par Mario Mattoli, sorti en 1966. Le film est une parodie de Et pour quelques dollars de plus.

## Synopsis
un banquier et un général doivent traquer le bandit mexicain.

## Fiche technique
- Titre : Per qualche dollaro in meno
- Réalisation : Mario Mattoli
- Scénario : Bruno Corbucci, Sergio Corbucci, Mario Guerra et Vittorio Vighi
- Photographie : Giuseppe Aquari
- Montage : Sergio Montanari
- Musique : Marcello Giombini
- Pays d'origine : Italie
- Format : Couleurs - 2,35:1 - Mono
- Genre : comédie, western
- Date de sortie : 1966

## Distribution
- Lando Buzzanca : Bill
- Elio Pandolfi : Miguel le Mexicain
- Gloria Paul : Juanita
- Lucia Modugno : Sally
- Angela Luce : La donna del Ranch
- Luigi Pavese : Il padre del messicano
- Carlo Pisacane : Calamity John
- Calisto Calisti : Le shériff
- Pietro Tordi : Black
- Tony Renis : LitlleJoe
- Valeria Ciangottini : Jane
- Raimondo Vianello : Frank